# Tortona
Tortona (på latin Dertona, även Derthona) är en kommun i provinsen Alessandria, i regionen Piemonte i Italien. Kommunen hade 27 291 invånare (2018) och gränsar till kommunerna Alessandria, Bosco Marengo, Carbonara Scrivia, Castelnuovo Scrivia, Pontecurone, Pozzolo Formigaro, Sale, Sarezzano, Viguzzolo, Villalvernia, Villaromagnano samt Berzano di Tortona.

## Kända personer från Tortona
- Alessandro Pier Guidi, racerförare